# Нова Олександрівка (Броварський район)
Нова́ Олекса́ндрівка — село в Україні, у Броварському районі Київської області. Населення становить 1243 осіб. Входить до складу Згурівської селищної громади. 
Розташована Нова Олексанрдівка за 13 км на захід від центру громади — смт Згурівка  та за 100 км від м. Києва. Населення (станом на 01.01.2011) — 1087 осіб.
Площа населеного пункту — 165,3 га. Найближча залізнична станція — Березань, що знаходиться на південному заході на відстані 25 км. 

## Історія
За переказами старожилів, першим поселенцем Нової Олександрівки був Олександр Кирпа із с. Черевки, що переселився сюди в 1904 р. Від його імені й походить назва Олександрівка. За іншою легендою, у 1906 р. пан Підгаєцький посадив у цьому районі дубовий гай і на честь свого сина Олександра назвав його Олександрівкою. Навколо був степ і старожили пригадують, що їм було видно з пагорбів все, що робиться довкола в селах сусіднього повіту в радіусі 10-15 км. Територія Олександрівки — це була глибинка як Київської, так і Полтавської губерній в різні періоди. Бурхливих революційних подій 1917 р. і періоду Визвольних змагань тут не відбувалося. Колективізація пройшла майже безболісно. Організувалося кілька общин, потім все було передано державі. Перед війною це вже був відділок радгоспу «Хмельовик». Саме в цей період село стало називатись Новою Олександрівкою. В той час це було невелике, але мобільне та організоване село. Воно в різні періоди належало до Пилипчанської (Баришівський район), Войківської, а впродовж 1963—1970 рр. — до Черевківської сільських рад. 
З року в рік село розбудовувалося. На базі державної власності в 1935 р. споруджено контору відділку радгоспу і відкрито початкову школу, у якій на той час навчався 41 учень. Першою вчителькою в селі була Віденко Груня Миколаївна, яка все своє життя присвятила навчанню місцевих дітей.
У 1938 р. в селі збудовано водонапірну башту і водогін, перший гуртожиток. Господарство перейшло на вирощування племінної худоби.
У селі на цей час налічувалося понад 100 дворів. У ті роки у відділку було 2000 га землі і 4 трактори. У 1938—1941 рр. село на базі державної власності стало базисом зразкового господарювання серед широкого українського степу. 
З початку Німецько-радянської війни до лав Червоної армії було призвано 61 особу. Окупанти в селі не стояли, проте примусово вивезли на роботу до Німеччини 76 осіб молоді. Війна залишила багато жінок вдовами, а дітей без батьків, забравши життя 79 воїнів-односельців.
25 травня 1945 р. відділок радгоспу «Хмельовик» відокремився в окреме господарство — радгосп «Новоолександрівський». Першим директором радгоспу був Г. В. Невожай. У 1947 р. радгосп очолив Роговець Петро Дмитрович, який керував господарством майже 25 років. Під його керівництвом господарство стало одним з найкращих не лише в області, а й в Україні. Саме під його керівництвом радгосп обрав своєю головною спеціалізацією садівництво. У 1948 р. посаджено перший квартал саду.
У 1966 р. за високі успіхи в розвитку садівництва директору радгоспу П. Д. Роговцю присвоєно звання Героя Соціалістичної Праці.
У 1955 р. в селі під керівництвом досвідченого агронома, великого любителя природи, заслуженого агронома республіки — Шевченка Андрія Григоровича висаджено чудовий парк, у якому багато різних порід дерев, зокрема й рідкісних.
Нова Олександрівка довго не мала свого адміністративного статусу. Лише у 1970 р. в Новій Олександрівці утворено сільську раду. Далі суцільний радянський Агітпроп: 
Саме на цей період припадає найбільший розквіт Нової Олександрівки як населеного пункту та адміністративного центру сільської ради, так і господарства.
Завдяки вмілому керівництву директорів господарства — В. Г. Ткаченка, кавалера орденів Леніна та Жовтневої революції, заслуженого агронома республіки, а також Метелиці Михайла Івановича, кавалера орденів Леніна і Трудового Червоного прапора — в селі почалося масове будівництво: виросли нові садиби, багатоквартирні будинки, нова школа і дитсадок.
Усі вулиці села заасфальтовано, є водогін, село газифіковано. Тут є Будинок культури на 300 місць, загальноосвітня школа на 18 класних кімнат, дитсадок на 280 місць, медична амбулаторія загальної практики сімейної медицини, аптека, торговельний центр.
У селі є місцевий музей, ініціатором створення якого був колишній голова сільської ради В. М. Іваночок, де молоде покоління ознайомлюється з історією села з розповідей нащадків перших поселенців Є. В. Бондаренко й М. Х. Хорошка, з біографіями найкращих односельців, дізнаються про події Німецько-радянської війни з вуст кавалера двох орденів Леніна Гарбуз Оксани Василівни та інших ветеранів війни. Всього понад 60 осіб нагороджено орденами і медалями за бойові і трудові заслуги.
Велика увага приділялася у селі ветеранам Німецько-радянської війни та ветеранам праці. Їх вшановували на всі свята, з ними радилися, беручи до уваги їхню думку щодо розвитку культурно-побутової сфери села.
У селі є хороша традиція: на День Перемоги вшановувати всім селом пам'ять загиблих воїнів і найкращих людей села. В цей день на братську могилу і могили першого директора П. Д. Роговця, заслуженого лікаря України В. Г. Гладуна, колишнього директора М. І. Метелиці всім селом покладаються квіти на знак поваги до їхніх бойових і трудових подвигів.
У травні 1995 р. було велике свято з нагоди 50-річчя радгоспу, його відзначало все село, оскільки село і господарство — єдині.
З 18 листопада 1999 р. радгосп перетворено у відкрите акціонерне товариство «Новоолександрівське», директором якого є Ю. С. Виноградов, що сприяв газифікації багатоквартирних будинків. За його правління проведено розпаювання господарства.
Хто хоч раз побував у Новій Олександрівці, тому знову захочеться приїхати сюди, бо село зачаровує своєю природою, охайністю, благоустроєм.
Це справжнє сучасне село, багате зеленню, квітучими садами, співом птахів, та добрими чуйними людьми.
З 16 листопада 2011 року посаду сільського голови посідала Мельник Катерина Василівна, 1959 року народження. Має середню спеціальну освіту. Закінчила Ніжинське культурно-освітнє училище. За фахом — клубний працівник.

## Постаті
- Дробот Надія Григорівна — учителька Новоолександрівського НВК, заслужений вчитель України[1].